# Джонатан Спектор
Джонатан Спектор (англ. Jonathan Spector, нар. 1 березня 1986, Арлінгтон-Гейтс, Іллінойс) — американський футболіст, захисник англійського «Бірмінгем Сіті» та національної збірної США.
У складі збірної — володар Золотого кубка КОНКАКАФ.

## Клубна кар'єра
Народився 1 березня 1986 року в місті Арлінгтон-Гейтс, Іллінойс. Вихованець юнацьких команд футбольних клубів «Чикаго Файр»  та «Манчестер Юнайтед».
У дорослому футболі дебютував 2003 року виступами за команду клубу «Манчестер Юнайтед», в якій провів два сезони, взявши участь лише у 3 матчах чемпіонату.
Протягом 2005—2006 років захищав на умовах оренди кольори команди «Чарльтон Атлетик».
Своєю грою за останню команду привернув увагу представників тренерського штабу клубу «Вест Гем Юнайтед», до складу якого приєднався 2006 року. Відіграв за клуб з Лондона наступні п'ять сезонів своєї ігрової кар'єри. Більшість часу, проведеного у складі «Вест Гем Юнайтед», був основним гравцем захисту команди.
До складу клубу «Бірмінгем Сіті» приєднався 2011 року.

## Виступи за збірні
2002 року дебютував у складі юнацької збірної США, взяв участь у 4 іграх на юнацькому рівні.
2003 року залучався до складу молодіжної збірної США. На молодіжному рівні зіграв у 2 офіційних матчах.
2004 року дебютував в офіційних матчах у складі національної збірної США. Наразі провів у формі головної команди країни 34 матчі.
У складі збірної був учасником розіграшу Золотого кубка КОНКАКАФ 2007 року, здобувши того року титул континентального чемпіона; розіграшу Кубка конфедерацій 2009 року, де разом з командою здобув «срібло»; чемпіонату світу 2010 року; а також розіграшу Золотого кубка КОНКАКАФ 2011 року, на якому американці стали другими.

## Статистика виступів

### Статистика клубних виступів
Станом на 19 травня 2013 року
| Сезон                         | Команда                       | Чемпіонат                     | Чемпіонат | Чемпіонат | Національний кубок | Національний кубок | Національний кубок | Континентальні кубки | Континентальні кубки | Континентальні кубки | Інші змагання | Інші змагання | Інші змагання | Усього | Усього |
| Сезон                         | Команда                       | Ліга                          | Ігор      | Голів     | Ліга               | Ігор               | Голів              | Ліга                 | Ігор                 | Голів                | Ліга          | Ігор          | Голів         | Ігор   | Голів  |
| ----------------------------- | ----------------------------- | ----------------------------- | --------- | --------- | ------------------ | ------------------ | ------------------ | -------------------- | -------------------- | -------------------- | ------------- | ------------- | ------------- | ------ | ------ |
| 2003–04                       | «Манчестер Юнайтед»           | ПЛ                            | 0         | 0         | КА+КЛ              | 0+0                | 0+0                | ЛЧ                   | -                    | -                    | СКА           | -             | -             | 0      | 0      |
| 2004–05                       | «Манчестер Юнайтед»           | ПЛ                            | 3         | 0         | КА+КЛ              | 1+0                | 0+0                | ЛЧ                   | 2                    | 0                    | СКА           | 1             | 0             | 7      | 0      |
| Усього за «Манчестер Юнайтед» | Усього за «Манчестер Юнайтед» | Усього за «Манчестер Юнайтед» | 3         | 0         |                    | 1                  | 0                  |                      | 2                    | 0                    |               | 1             | 0             | 7      | 0      |
| 2005–06                       | «Чарльтон Атлетик»            | ПЛ                            | 20        | 0         | КА+КЛ              | 2+0                | 0+0                | -                    | -                    | -                    | -             | -             | -             | 22     | 0      |
| 2006–07                       | «Вест Гем Юнайтед»            | ПЛ                            | 25        | 1         | КА+КЛ              | 2+0                | 0+0                | КУЄФА                | 1                    | 0                    | -             | -             | -             | 28     | 1      |
| 2007–08                       | «Вест Гем Юнайтед»            | ПЛ                            | 26        | 0         | КА+КЛ              | 1+1                | 0+0                | -                    | -                    | -                    | -             | -             | -             | 28     | 0      |
| 2008–09                       | «Вест Гем Юнайтед»            | ПЛ                            | 9         | 0         | КА+КЛ              | 0+0                | 0+0                | -                    | -                    | -                    | -             | -             | -             | 9      | 0      |
| 2009–10                       | «Вест Гем Юнайтед»            | ПЛ                            | 27        | 0         | КА+КЛ              | 0+2                | 0+0                | -                    | -                    | -                    | -             | -             | -             | 29     | 0      |
| 2010–11                       | «Вест Гем Юнайтед»            | ПЛ                            | 14        | 1         | КА+КЛ              | 3+4                | 1+2                | -                    | -                    | -                    | -             | -             | -             | 21     | 4      |
| Усього West Ham               | Усього West Ham               | Усього West Ham               | 101       | 2         |                    | 13                 | 3                  |                      | 1                    | 0                    |               |               |               | 115    | 5      |
| 2011–12                       | «Бірмінгем Сіті»              | ЧФЛ                           | 31+2      | 0+0       | КА+КЛ              | 5+1                | 0+0                | ЛЄ                   | 8                    | 0                    | -             | -             | -             | 47     | 0      |
| 2012–13                       | «Бірмінгем Сіті»              | ЧФЛ                           | 29        | 0         | КА+КЛ              | 0+1                | 0+1                | -                    | -                    | -                    | -             | -             | -             | 30     | 1      |
| Усього за «Бірмінгем Сіті»    | Усього за «Бірмінгем Сіті»    | Усього за «Бірмінгем Сіті»    | 60+2      | 0+0       |                    | 7                  | 1                  |                      | 8                    | 0                    |               |               |               | 77     | 1      |
| Усього за кар'єру             | Усього за кар'єру             | Усього за кар'єру             | 184+2     | 2         |                    | 23                 | 4                  |                      | 11                   | 0                    |               | 1             | 0             | 221    | 6      |

## Титули і досягнення
- Володар Золотого кубка КОНКАКАФ: 2007
- Срібний призер Золотого кубка КОНКАКАФ: 2011